# Up (альбом Питера Гэбриела)
Up — седьмой студийный альбом британского рок-музыканта Питера Гэбриела, был выпущен в 2002 году. Гэбриел начал работу над пластинкой весной 1995 года. Он выбрал название Up с самого начала, хотя какое-то время рассматривал вариант — I/O. В 1998 году музыкант рассказал прессе, что альбом близок к завершению, но диск увидел свет лишь в сентябре 2002 года. В преддверии выхода альбома на официальном сайте Гэбриела появились видеоклипы, в которых он рассказывал о каждой песне. Также, на сайт выкладывали короткие демоверсии треков, в канун очередного полнолуния.

## Об альбоме
Многие музыканты, в том числе Трент Резнор и Elbow, сделали ремиксы на песни из альбома. Впоследствии, эти ремиксы попали на би-сайды к синглам.
На обложке альбома изображены пять капель воды по диагональной линии, на фоне выцветшей фотографии Гэбриела. В каждой капле проецируется преломлённое изображение этого фото.
Песня «I Grieve» появилась в саундтреке к фильму «Город Ангелов» (1998), а также прозвучала эпизоде «Reckoning» сериала «Тайны Смолвиля» и в эпизоде «Found» телешоу «Морская полиция: Лос-Анджелес». Инструментальная версия композиции «Signal to Noise» прозвучала в фильме «Банды Нью-Йорка».
Инструментальная версия «Darkness», под названием «Darker Star», была использована в качестве музыкальной темы к научно-фантастический телешоу Starhunter 2300.
Тарья Турунен записала кавер-версию песни «Darkness» для своего сольного альбома Colours in the Dark.
Альбом был издан на следующих аудионосителях: компакт-диск, винил, Super Audio CD и DTS DVD-A.

## Список композиций
Слова и музыка всех песен — написаны группой Питером Гэбриелом.
| №   | Название                   | Длительность |
| --- | -------------------------- | ------------ |
| 1.  | «Darkness»                 | 6:51         |
| 2.  | «Growing Up»               | 7:33         |
| 3.  | «Sky Blue»                 | 6:38         |
| 4.  | «No Way Out»               | 7:54         |
| 5.  | «I Grieve»                 | 7:25         |
| 6.  | «The Barry Williams Show»  | 7:16         |
| 7.  | «My Head Sounds Like That» | 6:29         |
| 8.  | «More Than This»           | 6:02         |
| 9.  | «Signal to Noise»          | 7:37         |
| 10. | «The Drop»                 | 2:59         |

## Участники записи
Музыканты:
- Питер Гэбриэл — вокал (все песни), фортепиано (песни 1, 3−4, 7−8, 10), клавишные (песни 1, 3, 5), JamMan[англ.] (песни 1−2), MPC грувбокс (песни 1−4, 6, 8−9), электроника (песни 1, 3, 6, 8−9), орган (песни 2, 6, 8), клавишный бас[англ.] (песни 2, 5−6, 9), семплированные клавишные (песни 2, 4), бас-гитара (песня 4), фисгармония (песня 4), Fender Telecaster (песни 4, 6), кроталы (песня 4), том-том (песня 4), сэмплы (песни 5, 9), губная гармошка (песня 6), реверсивные струнные (песня 6), семплы струнных (песня 6), меллотрон (песни 6−7, 9), гитарные семплы (песня 8)
- Тони Левин — бас (песни 1, 3−8)
- Дэвид Роудс — гитары (песни 1−4, 7, 9), гитара (песни 6, 8), электрогитара (песня 5), бэк-вокал (песни 2−3, 6, 8−9)
- Ману Катче — ударные (песни 1−3, 5−7)
- Дэйв Пауэр — ударные (песня 1)
- Лондонский филармонический оркестр — струнная секция (песни 1, 9)
- Уилл Грегори[англ.] — струнные аранжировки (песни 1, 9)
- Изобель Гриффитс — струнные (песни 1, 9)
- Ник Ингман — оркестровки (песни 1, 9)
- Алекс Свифт — дополнительное программирование (песни 1−3)
- Чед Блейк[англ.] — скретч на бобинах (песня 2), обработка грува (песня 9)
- Ричард Чаппелл — программирование (песня 2), звуковые петли (песня 6), манипуляции со звуковыми петлями (песня 7)

| - Адриан Чиверс — бэк-вокал (песня 2) - Пит Дэвис — дополнительное программирование (песня 2) - Гед Линч — ударные (песни 2, 6, 8), перкуссия (песни 2−9) - Blind Boys of Alabama — дополнительный вокал (песня 3), бэк-вокал (песня 8) - Мелани Габриэль — бэк-вокал (песни 3, 8) - Питер Грин — гитара (песня 3) - Даниэль Лануа — гитара (песня 3), перкуссия (песня 3) - Дэвид Сэнкшес — орган Хаммонда (песня 3) - Ричард Эванс — блокфлейта (песня 4), акустическая гитара (песня 5) - Митчелл Фрум — фортепиано наоборот (песня 4) - Стив Гэдд — ударные (песни 4, 9), перкуссия (песня 9) - Доминик Гринсмит — ударные (песни 4, 8) - Крис Хьюз — программирование ударных (песня 4) - Хоссам Рамзи — табла (песня 4), перкуссия (песня 7) - Дэнни Томпсон — контрабас (песня 4) - Стивен Хейг — ударные (песня 5) | Музыканты: - Чак Норман — программирование Spectre (песня 5), струнные бриджа (песня 5) - Л. Шанкар — двухгрифовая скрипка (песня 5) - Уилл Уайт — ударные (песня 5) - Тони Берг — гитара (песня 6) - Салли Ларкин — бэк-вокал (песня 6) - Кристиан Ле Шевретель — труба (песня 6) - Black Dyke Band — духовая секция медных инструментов (песня 6) - Боб Эзрин — аранжировка духовых инструментов (песня 7) - Эд Ширмур — аранжировка духовых инструментов (песня 7) - Доминке Маю — ударные (песня 7) - Ассане Тиам — ударные (песня 7) - Джон Брайон — мандолина (песня 8), чемберлин (песня 8) - Нусрат Фатех Али Хан — вокал (песня 9) - The Dhol Foundation — барабаны дхол (песня 9) |

| Технический персонал: - Питер Гэбриэл — продюсер, разработка концепции дизайна оформления - Стив Осборн — ассистент продюсера (песня 2) - Стивен Хейг — со-продюсер (песня 5) - Ричард Чаппелл — инженер звукозаписи, звукоинженер - Ричард Эванс — дополнительный звукоинженер - Алан Коулман — ассистент звукоинженера - Эдель Гриффит — ассистент звукоинженера - Миаб Флинн — ассистент звукоинженера - Дэн Роу — ассистент звукоинженера - Крис Требл — ассистент звукоинженера - Бен Финдли — звукоинженер сеанса записи на полосе частот - Стив Орчард — звукоинженер записи оркестровки (песни 1, 9) - Дерек Зузарте — дополнительный звукоинженер (вокальные партии Blind Boys of Alabama) - Кевин Куа — дополнительный звукоинженер (вокальные партии Blind Boys of Alabama) - Ян — дополнительный звукоинженер (вокальные партии Blind Boys of Alabama) - Стив Маклафлин — дополнительная инженерия (Black Dyke Band) - Чед Блейк — инженер микширования (песни 1-4, 6-9) - Клэр Льюис — ассистент инженера микширования | Технический персонал: - Марко Миглари — ассистент инженера микширования - Пол Грейди — ассистент инженера микширования - Ричард Эванс — инженер микширования (песня 5) - Стивен Хейг — инженер микширования (песня 5) - Курт Хентшлагер — гранулярный синтез - Ульф Лангейнрих — гранулярный синтез - Марк Бессан — разработчик концепции дизайна - Сьюзи Миллнс — координатор дизайна - Адам Фасс — фотограф - Арно Рафаэль Минкьен — фотограф - М. Ричард Кирстел — фотограф - Мари Мар — фотограф - Михал Ровнер — фотограф - Поль Торель — фотограф - Сёмей Томацу — фотограф - Сьюзан Дергес — фотограф - Сьюзан Дергес — фотограф (фотография на обложке) - Дилли Гент — координация фото |

## Позиции в хит-парадах
Еженедельные чарты:
| Год  | Хит-парад                              | Высшая позиция | Пребывание в чарте |
| ---- | -------------------------------------- | -------------- | ------------------ |
| 2002 | Австралия (ARIA)                       | 37             | 2 недели           |
| 2002 | Австрия (Ö3 Austria)                   | 9              | 6 недель           |
| 2002 | Бельгия/Валлония (Ultratop)            | 4              | 7 недель           |
| 2002 | Бельгия/Фландрия (Ultratop)            | 21             | 4 недели           |
| 2002 | Великобритания (Physical Albums Chart) | 11             | 5 недель           |
| 2002 | Великобритания (UK Albums Chart)       | 11             | 5 недель           |
| 2002 | Германия (Offizielle Top 100)          | 4              | 10 недель          |
| 2002 | Дания (Hitlisten)                      | 16             | 2 недели           |
| 2002 | Испания (PROMUSICAE)                   | 19             | нет данных         |
| 2002 | Италия (Classifica album)              | 1              | 8 недель           |
| 2002 | Канада (Canadian Albums Chart)         | 2              | 2 недели           |
| 2002 | Нидерланды (Album Top 100)             | 18             | 9 недель           |
| 2002 | Новая Зеландия (RMNZ)                  | 35             | 4 недели           |
| 2002 | Норвегия (VG-lista)                    | 11             | 3 недели           |
| 2002 | Польша (ZPAV)                          | 4              | нет данных         |
| 2002 | США (Billboard 200)                    | 9              | 9 недель           |
| 2002 | Финляндия (Suomen virallinen lista)    | 11             | 3 недели           |
| 2002 | Франция (SNEP)                         | 4              | 15 недель          |
| 2002 | Швейцария (Schweizer Hitparade)        | 4              | 9 недель           |
| 2002 | Швеция (Sverigetopplistan)             | 6              | 5 недель           |
| 2002 | Шотландия (Scottish Albums Chart)      | 13             | 4 недели           |

## Сертификации
| Регион                                                      | Сертификация | Продажи  |
| ----------------------------------------------------------- | ------------ | -------- |
| Великобритания (BPI)                                        | Серебряный   | 60 000^  |
| Германия (BVMI)                                             | Золотой      | 150 000^ |
| Канада (Music Canada)                                       | Золотой      | 50 000^  |
| США                                                         | —            | 338 000  |
| Швейцария (IFPI Switzerland)                                | Золотой      | 20 000^  |
| Япония                                                      | —            | 60 000   |
| ^ Данные о тиражах приведены только на основе сертификации. |              |          |